# Staffordgambiet
Het Staffordgambiet is in de opening van een schaakpartij een variant in de schaakopening Russisch; en het gambiet is ingedeeld bij de open spelen.
De beginzetten zijn: 1.e4 e5 2.Pf3 Pf6 3.Pxe5 Pc6.
Eco-code C 42.